# بالاكايرفو
بالاكايرفو (بالروسية: Балакирево) هي بلد في مقاطعة فلاديمير أوبلاست في روسيا. يبلغ عدد سكانها حوالي 9,296 نسمة (2007). وهي جزء من مقاطعة الكسندروف. ويقع مركزها على بعد 20 كم من الإداري الكسندروف من الجنوب الغربي و189 كم جنوب شرق عاصمة منطقة فلاديمير.